# Léon Kengo Wa Dondo
Léon Kengo Wa Dondo (geboren Leon Lubicz, Libenge, 22 mei 1935) is een Zaïrees/Congolees politicus die enkele malen Eerste staatscommissaris van Zaïre was onder het presidentschap van Mobutu Sese Seko en voorzitter van de Senaat onder president Joseph Kabila en tot en met juli 2019 onder president Félix Tshisekedi.

## Levensloop

### Jeugd
Kengo werd geboren in Libenge in de Evenaarsprovincie in Belgisch Congo. Hij is de zoon van een joodse vader uit Polen en een Rwandese Tutsi moeder. Hij behaalde zijn doctoraat in de rechten aan de Université Libre de Bruxelles in 1967.

### Politieke carrière

#### Zaïre
Hij bekleedde voor de eerste maal de post van Eerste staatscommissaris van 1982 tot en met 1986 en benoemde vooraanstaande technocraten in zijn kabinet, waaronder Munga Mibindo, de ingenieur die de bouw van de hoogspanningslijn Inga-Shaba overzag. Van 1986 tot en met 1987 was Kengo minister van Buitenlandse Zaken en werd weer eerste etaatscommissaris van 1988 tot en met 1990. In het tijdperk van de Conférence Nationale, een reeks vergaderingen en 'volksconsultaties' die democratisering tot doel had maar dit niet bereikte,  werd Kengo als eerste minister verkozen, omdat Mobutu op die manier oppositieleider Étienne Tshisekedi buitenspel wou zetten. Onder zijn premierschap werden leden van de Libanese gemeenschap het land uitgezet vanwege vermeende banden met de handel in conflictdiamanten. De maatregel verloor wat zijn geloofwaardigheid, daar conflictdiamanten uit Angola werden gebruikt om het Mobutu-regime, waar Kengo deel van uitmaakte, in stand te houden.

#### Democratische Republiek Congo
Kort na het uitbreken van de Eerste Congolese Burgeroorlog in december 1996 werd Kengo aan het hoofd geplaatst van een crisiskabinet dat Laurent-Désiré Kabila trachtte te verslaan. Zijn werk werd bemoeilijkt door een aantal medestanders van Mobutu die hem op zijn Tutsi-origines wezen. Kabila was immers geallieerd met de Tutsi-regeringen van Rwanda en Burundi. Nadat hij erg bekritiseerd werd in zijn falen om de opmars van de rebellen een halt toe te roepen, nam hij ontslag in maart 1997. In mei 1997 viel Kinshasa in handen van Kabila en ontvluchtte Mobutu het land. Kengo hield zijn politieke carrière voorlopig voor bekeken.
In 2003 werd Kengo veroordeeld in België voor het witwassen van geld.
Kengo steunde Jean-Pierre Bemba in de Congolese presidentsverkiezingen van 2006, een verkiezing die werd gewonnen door Joseph Kabila. In 2007 werd hij als senator verkozen. Tijdens de Congolese protesten van 2015 had hij contact met Amerikaanse, Belgische, Britse en Franse diplomaten die hem aanspoorden om ofwel de debatten en stemprocedure omtrent de wetgeving die de verkiezingsprocedure verandert te stoppen, ofwel de meest controversiële passages te veranderen.
Mpinga Kasenda · 
André Bo-Boliko Lokonga · 
Jean Nguza Karl-i-Bond · 
N'Singa Udjuu · 
Léon Kengo Wa Dondo · 
Mabi Mulumba · 
Jules-Fontaine Sambwa Pida Nbagui ·
Lunda Bululu ·
Crispin Mulumba Lukoji · 
Étienne Tshisekedi · 
Bernardin Mungul Diaka · 
Faustin Birindwa · 
Norbert Likulia Bolongo
- Gemeinsame Normdatei: 1215292694
- International Standard Name Identifier: 0000 0000 3009 0909
- Library of Congress Control Number: n79117474
- Nederlandse Thesaurus van Auteursnamen: 331897601
- Système universitaire de documentation: 180618296
- Virtual International Authority File: 3758117
- WorldCat: E39PBJfRFgXRTwTJf98qgMbWXd